# Krężoły (województwo lubuskie)
Krężoły (niem. Krummendorf) – wieś sołecka w zachodniej Polsce, w województwie lubuskim, w powiecie zielonogórskim, w gminie Sulechów, przylegająca do Sulechowa. Zamieszkiwana przez 1027 osób (stan na 30 czerwca 2025).
W latach 1945–1954 siedziba gminy Krężoły. W latach 1954–1972 siedziba władz gromady Krężoły. W latach 1975–1998 zlokalizowana w województwie zielonogórskim.
W listopadzie i grudniu 2001 r. we wsi przeprowadzono konsultacje społeczne w sprawie włączenia jej do miasta Sulechów, w wyniku których propozycja ta została odrzucona.

## Zabytki
Do wojewódzkiego rejestru zabytków wpisany jest:
- drewniany gołębnik z XIX w. w zagrodzie nr 47 (nie istniejący)